# Peranap (plaats)
Peranap is een bestuurslaag in het regentschap Indragiri Hulu van de provincie Riau, Indonesië. Peranap telt 7695 inwoners (volkstelling 2010).